# Paldau
Paldau là một đô thị thuộc huyện Feldbach trong bang Steiermark, nước Áo. Đô thị Paldau có diện tích 23,67 km², dân số cuối năm 2005 là 309 người.